# リチャード・ストラウス
リチャード・ストラウス（Richardt Strauss、1986年1月29日 - ）は、アイルランドのラグビーユニオン選手。

## プロフィール
- 南アフリカ・プレトリア出身[1]。
- ポジションはフッカー(HO)。
- 身長 174cm、体重 101kg
- 兄のアンドリュースもいとこのアドリアンも元ラグビー選手(南アフリカ共和国代表)[2]。
- アイルランド代表キャップは17（2025年5月現在）でワールドカップ2015のアイルランド代表に選ばれた[3]。

## 略歴
フリーステイト・チーターズ、チーターズ、2009年、レンスターに加入。 
2019年、現役を引退した。